# Mathew Belcher
Mathew „Mat” Belcher (ur. 20 września 1982 w Gold Coast) – australijski żeglarz sportowy, mistrz olimpijski, trzykrotny mistrz świata.
Startuje w klasie 470, gdzie jego partnerem jest Malcolm Page.